# Walter Junghans
Walter Junghans (ur. 26 października 1958 w Hamburgu) – niemiecki piłkarz. Występował na pozycji bramkarza. Obecnie jest trenerem bramkarzy w Bayernie Monachium.

## Kariera klubowa
Junghans karierę rozpoczynał w Bayernie Monachium. Do jego pierwszej drużyny został przesunięty w 1977 roku, ale w jego barwach zadebiutował dopiero 11 sierpnia 1979 w wygranym przez jego zespół 3-1 ligowym pojedynku z Bayerem 04 Leverkusen, rozegranym w ramach rozgrywek Bundesligi. W sezonie 1979/1980 rozegrał łącznie 29 spotkań w lidze. Z klubem zdobył także mistrzostwo Niemiec. Rok później ponownie sięgnęli po to trofeum. W 1982 roku Junghans wywalczył z klubem Puchar Niemiec, a także dotarł do finału Pucharu Mistrzów, gdzie jednak ulegli 0-1 Aston Villi. W 1983 roku po przyjściu do Bayernu Jean-Marie Pfaffa, Junghans odszedł z klubu. Łącznie w barwach monachijskiej drużyny wystąpił w 67 meczach. Potem został zawodnikiem innego pierwszoligowca - FC Schalke 04.
Pierwszy występ zanotował tam 5 listopada 1983 w wygranym przez Schalke 2-0 ligowym spotkaniu z Bayer Leverkusen. W ekipie z Gelsenkirchen szybko wywalczył sobie miejsce w wyjściowej jedenastce i stał się jej podstawowym graczem. Na koniec debiutanckiego sezonu uplasował się z klubem na szesnastej pozycji w lidze i po przegranych barażach z Bayerem Uerdingegn spadł z ligi. Po rocznym pobycie na zapleczu ekstraklasy, powrócił z Schalke do Bundesligi. W drużynie z Arena AufSchalke spędził pięć lat i w tym czasie zagrał tam 148 razy.
W 1988 roku przeniósł się do drugoligowej Herthy BSC. W 1990 roku awansował z tym klubem do ekstraklasy, ale rok później powrócili do 2. Bundesligi. Później był także graczem Bayeru Leverkusen i Fortuny Köln, a w 1996 roku zakończył karierę.
Po zakończeniu kariery Junghans został trenerem bramkarzy. Pracował w 1. FC Köln, Benfice Lizbona i Athleticu Bilbao. W sezonie 2006/2007 był asystentem trenera w Borussii Mönchengladbach, a od lutego 2007 roku pracuje jako trener bramkarzy w Bayernie Monachium.

## Kariera reprezentacyjna
W 1980 roku Junghans został powołany do kadry na Mistrzostwa Europy, które wygrali Niemcy. W drużynie narodowej jednak nie wystąpił ani razu.